# Tympanogaster pagetae
Tympanogaster pagetae är en skalbaggsart som beskrevs av Perkins 2006. Tympanogaster pagetae ingår i släktet Tympanogaster och familjen vattenbrynsbaggar. Inga underarter finns listade i Catalogue of Life.